# Choisya ternata
Choisya ternata är en vinruteväxtart som beskrevs av Carl Sigismund Kunth. Choisya ternata ingår i släktet Choisya och familjen vinruteväxter. Inga underarter finns listade i Catalogue of Life.